# Северный По
Се́верный По (фр. Pau-Nord) — упразднённый французский кантон, находился в регионе Аквитания, департамент Атлантические Пиренеи. Входил в состав округа По.
Код INSEE кантона — 6449. В кантон Северный По входила часть коммуны По.
Кантон был образован в 1982 году.

## Население
Население кантона на 2012 год составляло 16 534 человека.
| 1962 | 1968 | 1975 | 1982 | 1990   | 1999   | 2006   | 2012   |
| ---- | ---- | ---- | ---- | ------ | ------ | ------ | ------ |
| —    | —    | —    | —    | 16 518 | 16 751 | 17 393 | 16 534 |